# Raoul de Vaux
Pour les articles homonymes, voir Vaux.
Raoul de Vaux, né le 29 janvier 1875 à Paris et mort le 6 mars 1912 dans sa ville natale, est un militant royaliste français.

## Biographie
Né au domicile familial du no 71 de la rue Blanche, Amédée-Antoine-Arthur-Raoul Moisson de Vaux est issu du mariage de Gabrielle-Suzanne Corot-Laquiante (1854-19..), fille d'un officier de cavalerie, avec Édouard-Eugène-Amédée Moisson de Vaux (1841-1890), fils du baron de Vaux et petit-fils de Madame Tallien.
En 1895, le jeune Raoul de Vaux est l'un des cofondateurs ainsi que le secrétaire-trésorier de l'Œillet blanc, un groupe dévoué au prétendant royaliste au trône de France, le duc d'Orléans. Il préside également le comité de la Jeunesse royaliste dans le 18e arrondissement de la capitale.
Il ne faut pas le confondre avec un journaliste sportif contemporain, Charles Devaux (1843-1915), qui signait ses articles « baron de Vaux ».
Raoul de Vaux se signale particulièrement à l'époque des troubles antidreyfusards consécutifs à la mort de Félix Faure (16 février 1899) et qui culminent le 23, à l'occasion des funérailles de l'ancien président, avec la tentative de coup d'État de Déroulède. Ainsi, le 19 février, au lendemain de l'élection du président Loubet, le jeune baron affiche sur sa maison du no 8 de la rue Royale un grand portrait du duc d'Orléans qui sert de point de ralliement à une manifestation de la Jeunesse royaliste. Le 23, Raoul de Vaux embauche des camelots pour prendre part aux manifestations de la journée. Trois jours plus tard, il est perquisitionné.
Le 12 août suivant, il est absent de Paris quand la police tente de l'arrêter. Souffrant d'une crise aiguë de rhumatisme et récemment opéré d'un phlegmon, il est réfugié Ostende, d'où il écrit au juge d'instruction Fabre que la prison préventive aggraverait son état mais qu'il comparaîtra à son procès. Figurant parmi les 17 militants nationalistes, royalistes et antisémites jugés pour complot par la Haute Cour, il finit ainsi par se constituer prisonnier au début du mois de novembre, quelques jours avant l'ouverture du procès. Défendu par Me Choppin d'Arnouville, il est acquitté le 2 janvier 1900.
Retiré au sommet du no 39 de la rue Gabrielle, où une rumeur a prétendu à tort qu'il avait installé une sorte de « fort Chabrol » royaliste, il y meurt le 6 mars 1912. Il est inhumé le 8 mars au cimetière de Montmartre en présence de nombreux membres de l'aristocratie.